# Vu Dinh
Vu Dinh (* 8. Dezember 1980 in Kamen) ist ein deutscher Schauspieler mit vietnamesischen Wurzeln.

## Leben
Vu Dinh, mit vollem Namen Phuong Vu Dinh, wurde am 8. Dezember 1980 als Sohn der Eltern Thi Van Ngo (heute Ruhland) und Phuong Dung Dinh in Kamen geboren, die ein Jahr zuvor mit dem Onkel Kim Thanh Dinh und der Schwester Thi Nhu Ly Ngo (heute Kurze) aus Vietnam als Flüchtlinge in Deutschland aufgenommen wurden.
Vu Dinh wurde im Jahre 1986 mit 5 Jahren auf der Pestalozzischule in Bergkamen eingeschult. Nach dem Abschluss des Abiturs auf dem städtischen Gymnasium Bergkamen im Jahre 1999 und der Ableistung seines Wehrdienstes bei der Bundeswehr begann er im Januar 2001 mit der Ausbildung als Flugverkehrskontrolllotse bei der Deutschen Flugsicherung, die er im November 2002 erfolgreich beendete und seitdem bis heute auf dem Tower in Bremen arbeitet.
Im Jahre 2018 begann er eine Schauspiel- und Synchronsprecherausbildung auf einer privaten Schule, die er in 2 Jahren bis 2019 absolvierte. Zuvor hatte er bereits als Model gearbeitet und stand sowohl für Werbung, als auch Kurzfilmprojekte und in einer Amazon Prime Webserie (Nerds4Fame) vor der Kamera.
Seine bekanntesten Auftritte sind seine Rolle als „Vu“ in der Wissenssendung Nitronauten für den Sender Nitro (RTLmediengruppe), in der er mit Lina van de Mars und Hüsseyin Kutlacan die Hauptbesetzung bildet, sowie die Rolle des Mien Chen im Film Sarah Kohr – Schutzbefohlen.

## Filmografie
- 2020: Nitronauten (TV-Serie)[3]
- 2021: Sarah Kohr – Schutzbefohlen (Fernsehreihe)
- 2021: Laced Silk (Spielfilm)
- 2022: Last X-Mas (Miniserie)
- 2022: Victoria Sommer 89 (Spielfilm)
- 2022: Stimmen iM Kopf (Spielfilm)
- 2023: Wir (Fernsehserie)
- 2023: Zwischen uns der Fluss (Kinofilm)
- 2024: Tatort - Was bleibt (Fernsehreihe)
- 2024: Landkrimi: Steirermord (Fernsehreihe)
- 2024: Tatort - Charlie